# الرحاحلة (المصابيح الطالعة)
الرحاحلة هو دُوَّار يقع بجماعة سيدي شيكر، إقليم اليوسفية، جهة مراكش آسفي في المملكة المغربية. ينتمي الدوّار لمشيخة المصابيح الطالعة التي تضم 17 دوار. يقدر عدد سكانه بـ 161 نسمة حسب الإحصاء الرسمي للسكان والسكنى لسنة 2004.

## روابط خارجية
- البوابة الوطنية للجماعات الترابية
- المندوبية السامية للتخطيط